# قلعه عسکر (بردسیر)
قلعه عسکر (بردسیر)، روستایی از توابع بخش لاله‌زار شهرستان بردسیر در استان کرمان ایران است.

## جمعیت
این روستا در دهستان قلعه عسگر قرار دارد و براساس سرشماری مرکز آمار ایران در سال ۱۳۸۵، جمعیت آن 800 نفر (۱۳۷خانوار) بوده‌است.